# Roland TB-303
Roland TB-303 Bass Line — синтезатор для имитации бас-гитар, выпущенный компанией Roland в 1981 году. Потерпел коммерческий провал и был снят с производства в 1984 году. Бывшие в употреблении устройства обрели популярность среди исполнителей электронной музыки благодаря «хлюпающему» или «чирикающему» звуку, который стал основой для жанров эйсид-хаус, чикагский хаус, гоа-транс и техно.

## Разработка и устройство
Разработан Тадао Кикумото (который также создал драм-машину TR-909). Устройство позиционировалось как «компьютеризированная бас-машина» для замены бас-гитары, однако его хлюпающий звук больше был похож на «психоделический варган».
Одиночный генератор инструмента создаёт либо «жужжащую» пилообразную волну, либо «глухо звучащую» прямоугольную волну, он подаётся на фильтр нижних частот 24 дБ/октава, которым управляет генератор огибающей. Музыканты могут программировать слайды с помощью внутреннего секвенсора.

## Коммерческий провал и влияние
Нереалистичный звук TB-303 сделал его непопулярным среди тех, кто хотел заменить им бас-гитару. Всего было выпущено 10 тыс. единиц инструмента, после снятия с производства Roland распродал оставшиеся устройства по сниженной цене.
TB-303 вдохновил на создание множества программных эмуляций и подделок, таких как эмулятор ReBirth и синтезатор TD-3 от Behringer, выпущенные в 2019 году. В 2014 году Roland выпустила TB-3 Touch Bassline с интерфейсом сенсорной панели и разъёмами MIDI и USB. В 2017 году вышла миниатюрная модель TB-03 со светодиодным дисплеем, а также эффектами дилея и овердрайва.

## Применение
Первым треком, в котором использовался TB-303, вошедшим в первую десятку британского чарта стал «Rip It Up» (1983) шотландской группы Orange Juice. На альбом Чаранджита Сингха Synthesizing: Ten Ragas to a Disco Beat (1982) также использовался синтезатор наряду с другим устройством Roland, драм-машиной TR-808. Пластинка оставалась малоизвестной до начала 21 века, теперь она признана предшественником эйсид-хауса.
Чикагская группа Phuture создала уникальный «подавляющий, резонансный и плавный звук» с помощью синтезатора. Он стал основой сингла «Acid Tracks», выпущенного в 1987 году и создавшего жанр эйсид. Звучание TB-303 начало набирать популярность во всём мире, особенно как часть зарождающейся британской рейв-культуры, известной как второе лето любви.
В конце 1980-х — начале 1990-х годов, когда появились новые эйсидные стили, TB-303 часто перегружали, создавая более резкий звук, например, на мини-альбомах Hardfloor Acperience (1992) и Interlect 3000 Volcano (1993). В 1995 году искажённый TB-303 звучал в «Higher State of Consciousness» Джоша Уинка и «Da Funk» Daft Punk.
В 2011 году журнал The Guardian назвал выпуск TB-303 одним из 50 ключевых событий в истории танцевальной музыки. Популярность эйсида вызвала резкий рост цен на подержанные единицы. По состоянию на 2014 год единицы продавались по цене более 1000 фунтов стерлингов.